# Castel San Pietro Terme
Castel San Pietro Terme (en dialecte bolonyès: Castèl San Pîr) és una ciutat i comune de la Ciutat metropolitana de Bolonya (antiga província de Bolonya), a la regió italiana d'Emília-Romanya, amb una població de 20.862 habitants l'1 de gener de 2018.
Està situat a la Via Emília, als peus dels Apenins toscà-emilians (Appennino tosco-emiliano).

## Ciutats agermanades
- Bad Salzschlirf, Alemanya
- Opatija, Croàcia
- Lovran, Croàcia
- Matulji, Croàcia
- Belfort, França